# ベイドリーム清水
ベイドリーム清水（ベイドリームしみず、Bay Dream shimizu）は、静岡県静岡市清水区駒越北町にある郊外型ショッピングセンターである。2011年4月23日、24日、25日に地域住民へのプレオープン、4月26日にグランドオープン。

## 概要
かつて、静岡市内では大規模小売店舗の誘致に関してはかなり消極的で市内の購入者層に合わせた規模の商業施設で間に合っていた。
しかし、近年のイオンによる郊外に大規模店舗を設置し集客を狙うスタイルが流行し、年々そのニーズに沿うかのごとくイオン以外の小売店も出店を拡大しつつある。
そのような状況の中、市街地から離れた同市清水区南部の駒越地区の広大な土地を所有していた鈴与と、郊外型大規模小売店の出店に積極的なエンチョーが核となり、今回のショッピングセンター開業となった。尚、土地管理者は鈴与だが、企画、運営、出店展開はエンチョーが全てを担っているため、鈴与は土地の譲渡と鈴与建設による建築・施工のみにとどまっている。
- 同センター内のHome Assist清水駒越店はそれまで静岡県内最大規模だったサントムーン柿田川内の店舗を上回る。
- テナント数は60店舗、収容駐車場は平面・屋上を含めておよそ1500台。
- BayDream（ベイドリーム）は清水港に近い湾岸エリアに位置するベイとドリームを組み合わせた店名となっている。だが、「ドリーム」と命名した意図は確認されていない。

## これまでの経緯

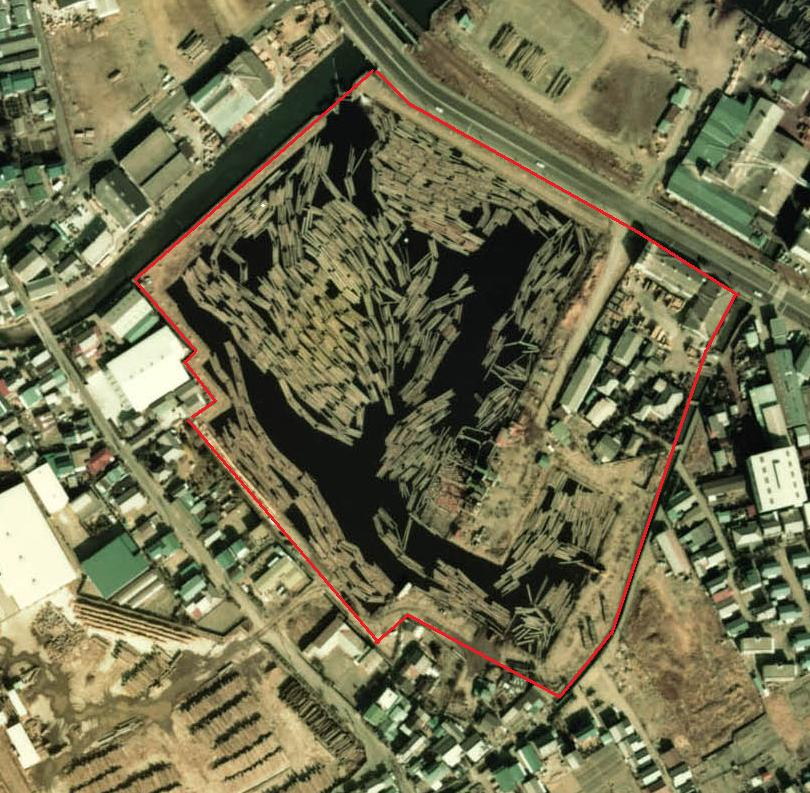
1975年当時の同店舗の敷地状態。かつては貯木場だった（赤線内が出店エリア）

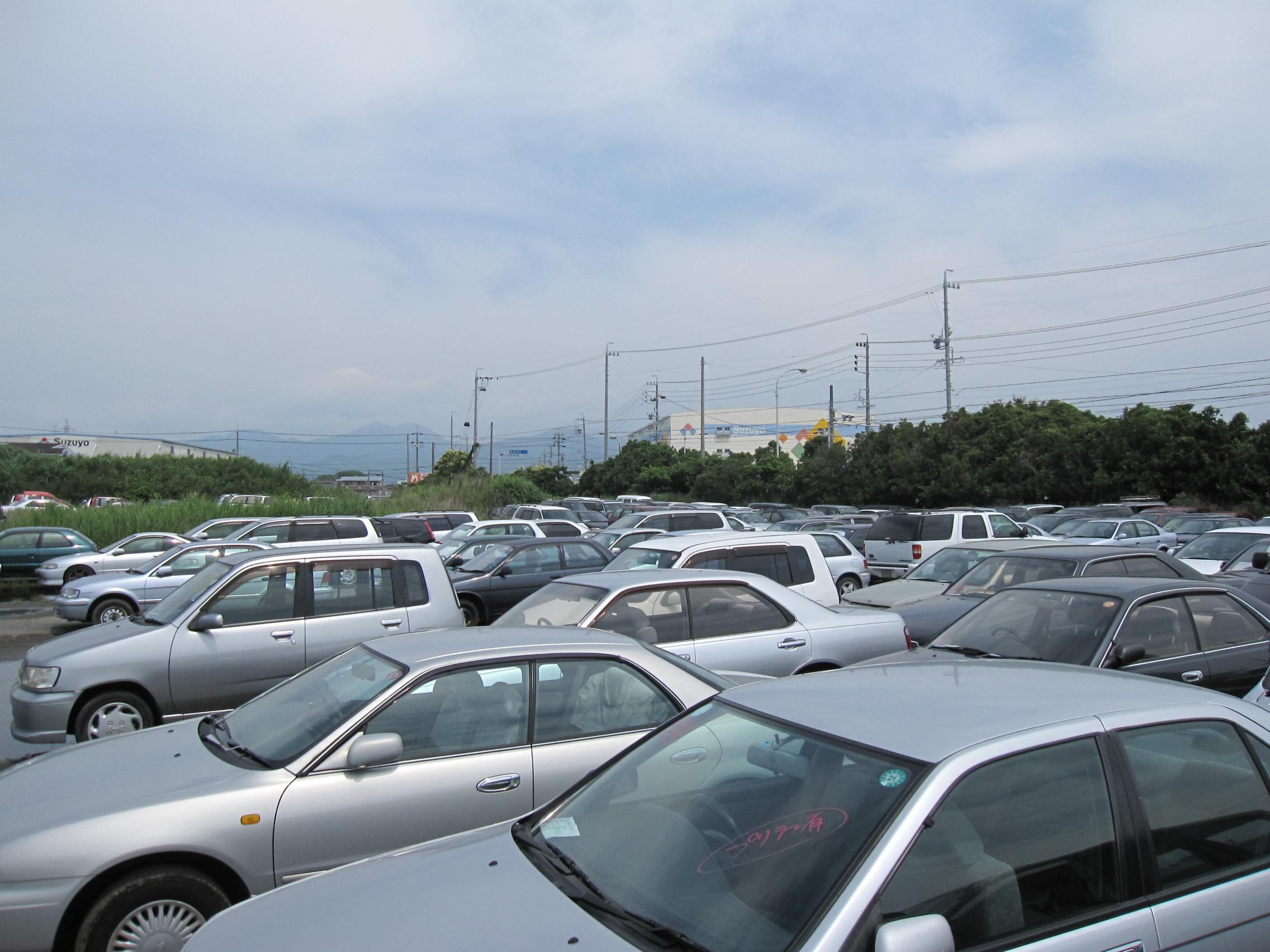
2009年7月当時の同エリアの状態。海外向けに輸出する廃車の一時保管場所として鈴与が利用していた。

出店する同敷地内は、戦後数年までは湿地を含んだ沼地（稲作も行われていた）であり、人も住まない荒地であった。1960年代後半に入り、この地域に野田合板が工場を構え、住宅建材用の丸太木材の管理のため同敷地を貯水化（土地を掘り返し巨大な池を作り水を貯める）して貯木場を設けた。
バブル期に入った1980年代後半、この広大な土地を埋め立て、自社が製造した合板で住宅を建築し住宅団地を造る計画が出て、実際に埋め立てるもバブル経済が崩壊し計画は断念。同敷地は木材の資材置場（いわゆる陸上の貯木場）となり運営を続けた。しかし、平成不況と格安な輸入木材、木造建築の激減から需要がなくなり、この資材置場も無用の長物となった。2008年に鈴与に土地を売り、資材置場の役目を終えた。
鈴与は清水エスパルスのホーム戦開催時の臨時駐車場や自動車リサイクルの事業の一環で海外に送る廃車の一時保管場所として同敷地を利用した。
そんな折、静岡県の有力企業で同県内で大規模商業施設の中核となり出店、展開を続けているエンチョーが清水区南部のこの土地に目をつけ、鈴与とエンチョーとの合同の出店計画が上がり今日に至る。

## 店舗
公式サイト「ショップリスト」を参照。

## 交通アクセス
- しずてつジャストライン（226山原梅蔭寺線・）257三保山の手線「駒越北」停留所から徒歩約6分。（JR東海道線清水駅から（226久能山下／）257三保車庫前／257東海大学三保水族館／257世界遺産三保松原行バスで約15～20分。）
- 東名高速道路清水インターチェンジ・静岡インターチェンジより、それぞれ車でおよそ15分。

店舗の北東方面は国道150号に沿っており、国道を挟んですぐ折戸湾に面している。北西側と南東側では2つの川に挟まれている。国道150号の清水駅方面から車で来た場合、駐車場に入るための右折レーンが見晴橋交差点から南方面に設置され、その区間は国道が拡幅されている。